# Breckenridge (Oklahoma)
Breckenridge é uma cidade  localizada no estado norte-americano de Oklahoma, no Condado de Garfield.

## Demografia
Segundo o censo norte-americano de 2000, a sua população era de 239 habitantes. 
Em 2006, foi estimada uma população de 229, um decréscimo de 10 (-4.2%).

## Geografia
De acordo com o United States Census Bureau tem uma área de 
39,3 km², dos quais 39,2 km² cobertos por terra e 0,1 km² cobertos por água.

## Localidades na vizinhança
O diagrama seguinte representa as localidades num raio de 16 km ao redor de Breckenridge. 